# Dollnstein
Dollnstein er en købstad (markt) i Landkreis Eichstätt i Regierungsbezirk Oberbayern i den tyske delstat Bayern. Den ligger i Naturpark Altmühltal ved skæringspunktet mellem Altmühl- und Urdonaudalen.
Ud over hovedbyen er der følgende landsbyer og bebyggelser: Attenbrunner Mühle, Breitenfurt, Dollnstein, Hagenacker, Eberswang, Obereichstätt og Ried.
- Wikimedia Commons har flere filer relateret til Dollnstein